# Nowella Nikolajewna Matwejewa

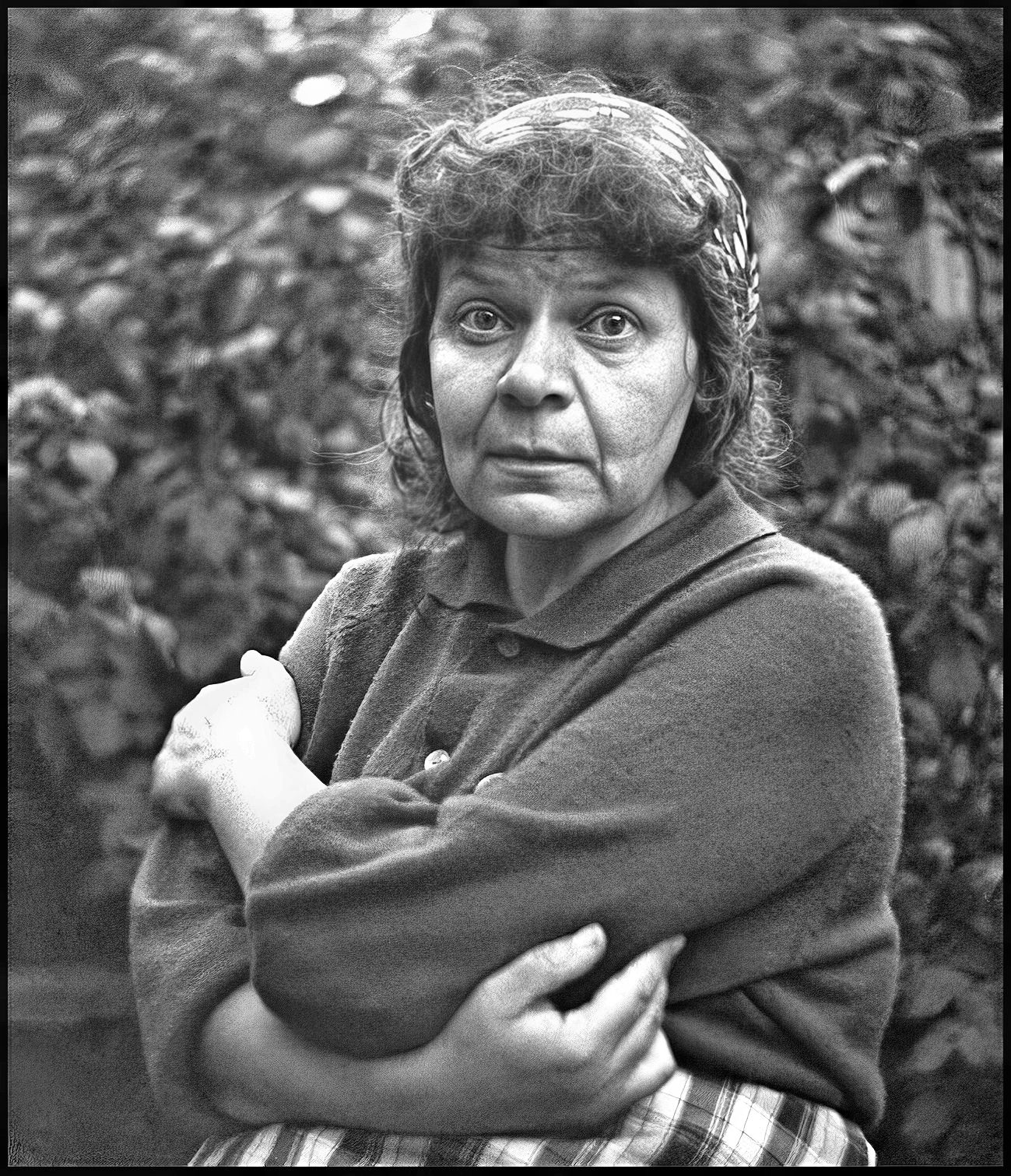
Nowella Nikolajewna Matwejewa (1976)

Nowella Nikolajewna Matwejewa (russisch Новелла Николаевна Матвеева; * 7. Oktober 1934 in Detskoje Selo, Oblast Leningrad; † 4. September 2016 in Schodnja bei Chimki, Oblast Moskau) war eine sowjetische bzw. russische Dichterin und Sängerin.

## Leben
Matwejewas Eltern waren der Geograph Nikolai Matwejew und die Dichterin und Literaturkritikerin Nadeschda Timofejewna Malkowa. Der Großvater Nikolai Matwejew-Amurski war Schriftsteller und verfasste eine erste Geschichte Wladiwostoks. Der Onkel Wenedikt Mart war ein futuristischer Dichter und wurde während des Großen Terrors 1937 in Kiew erschossen. Ihr Vetter Iwan Jelagin war Dichter und gelangte im Deutschen Angriffskrieg gegen die Sowjetunion mit seiner hochschwangeren Frau mit der zurückweichenden deutschen Wehrmacht aus Kiew in den Westen, um nach Kriegsende als Displaced Person in die USA zu emigrieren.
Von 1950 bis 1957 arbeitete Matwejewa in einem Waisenhaus im Rajon Schtscholkowo, Oblast Moskau. Das Fernstudium in den Höheren Literaturkursen des Maxim-Gorki-Literaturinstituts schloss sie 1962 ab.
Seit ihrer Kindheit schrieb Matwejewa Gedichte, die ab 1958 in Zeitungen und Zeitschriften veröffentlicht wurden. Ihr erster Gedicht-Sammelband erschien 1961. Im selben Jahr wurde sie in den Schriftstellerverband der UdSSR aufgenommen. Ihr zweiter Sammelband erschien 1963, und weitere Bände folgten. Sie komponierte Lieder zu ihren eigenen Gedichten und trug sie vor, wobei sie sich auf einer Siebensaitigen Gitarre begleitete. Im Moskauer Zentralen Kindertheater wurde 1984 ihr Werk Egls Prophezeiung mit 33 Liedern aufgeführt, eine Fantasie nach Motiven aus Werken Alexander Grins.
Matwejewa war mit dem finnischen Dichter Heino Kiuru (1934–1992) verheiratet. In ihren letzten Jahren lebte sie vereinsamt in einer Datsche bei Moskau. Sie schrieb unaufhörlich Gedichte und notierte Melodien in ihrer eigenen auf das Gitarrengriffbrett bezogenen Notenschrift. Ihr Buch mit Erinnerungen wurde 1996 in der Zeitschrift Snamja (Nr. 7) veröffentlicht. Schließlich arbeitete sie an der Übersetzung von Sonetten William Shakespeares. Ihr der Annexion der Krim 2014 gewidmetes Gedicht veröffentlichte sie 2014.
Matwejewa starb am 4. September 2016 in ihrer Datsche in Schodnja, eines Mikrorajons der Stadt Chimki, und wurde auf dem Moskauer Friedhof Trojekurowo begraben.

## Ehrungen, Preise
- Alexander-Sergejewitsch-Puschkin-Preis (!998)
- Staatspreis der Russischen Föderation (2002)